# Rachel Carson National Wildlife Refuge

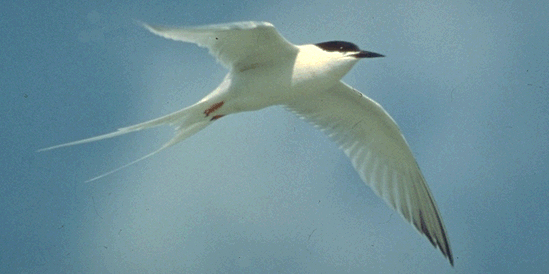
Rosenseeschwalbe im Flug

Das Rachel Carson National Wildlife Refuge ist ein 37 Quadratkilometer großes Naturschutzgebiet, das aus mehreren einzelnen Gebieten entlang der Südküste des US-amerikanischen Bundesstaats Maine besteht. Das Naturschutzgebiet wurde 1966 eingerichtet und trägt seinen Namen zu Ehren der Biologin und Sachbuchautorin Rachel Carson, die mit ihrem Buch Der stumme Frühling unter anderem auf die Auswirkung von DDT auf Vögel aufmerksam gemacht hat.
Das Naturschutzgebiet umfasst mehrere unterschiedliche Lebensräume, darunter eine Marsch, Dünen, Sandstrand, eine von den Gezeiten beeinflusste Flussmündung und felsige Meeresküste. Zu den geschützten Arten, die in diesem Naturschutzgebiet brüten, zählen der Gelbfuß-Regenpfeifer und die Rosenseeschwalbe.